# 18698 Речарльз
18698 Речарльз (18698 Racharles) — астероїд головного поясу, відкритий 20 квітня 1998 року.
Тіссеранів параметр щодо Юпітера — 3,503.